# Łęguty
Łęguty (niem. Langgut) – wieś w Polsce położona w województwie warmińsko-mazurskim, w powiecie olsztyńskim, w gminie Gietrzwałd przy drodze wojewódzkiej nr 531. W latach 1975–1998 miejscowość administracyjnie należała do województwa olsztyńskiego.
We wsi znajduje się kościół ewangelicki, wybudowany w latach 1737–1738 oraz dwór z XIX w. W zespole dworskim kuźnia, pawilon oktagonalny (dawna piekarnia), obora z końca XIX w.
Na zachód od wsi jest jezioro Łęguty.

## Historia
Wieś wymieniana w 1352 r. W 1438 do wsi należały: młyn, 44 włóki ziemi uprawnej, 7 włok lasu. W czasie wojny polsko-krzyżackiej w 1414 wieś została zniszczona (20 gospodarstw zostało spalonych). W 1539 r. wieś była własnością Anthoniusa Borcka. Poza sołtysem we wsi mieszkali chłopi: Mathaus, Simon, Stenzel, Jan, Adrian Bartscherer, Lorenz, Hans, Merten, Stenzel, Peter oraz karczmarz i młynarz. W 1543 r. była to wieś chełmińska na 44 włókach. W 1557 r. również wymieniane są 44 włóki ziemi, młyn i 6,5 włoki lasu, wszystko należało do Anthoniusa Borcka, radcy i starosty z Brandenburgii. Spis z 1573 r. wykazał 44 włóki, w tym trzy należały do kościoła (uposażenie parafii), las i dwa młyny. W 1578 r. we wsi na gospodarstwach chłopskich byli: Urban, Partzsch (lub Bartsch), Preusch, Lux, Peter, Rosmuck, Kobirtz, Steffen, Gregor, Leschke (Leszek?), Jorg, Caspar, ponadto młynarz, właściciel tartaku, karczmarz, bartnik, pastuch i czterech ogrodników. W 1578 r. wzniesiono kościół we wsi, początkowo filia parafii w Łukcie, ale z później miała powstać tu osobna parafia. Przy kościele powstała szkoła.
W XVI w. we wsi osiedliła się ludność polska. Z tego powodu od kapłana w Łęgutach wymagano znajomości języka polskiego. W 1619 wieś należała do wdowy po Achatiusie Borcku. W 1640 do parafii w Łęgutach należały także wsie: Tomaryny, Podlejki i Grazymy. W 1714 r. wspominany jest kierownik chóru. W latach 1737–1738 wybudowano nowy kościół. Na wyposażeniu kościoła był świecznik z mosiądzu z łapami lwa z XV w., ponadto chrzcielnice z 1685 r. i tablicę pamiątkową ku czci zmarłego w 1701 r. Johanna Ditrhicha Borcka.
W styczniu 1945 roku wkraczający na te tereny żołnierze Armii Czerwonej zamordowali ok. 20 osób, które Sowieci pozwolili pochować w masowej mogile dopiero kilka miesięcy później.
Po drugiej wojnie światowej szkoła w Łęgutach rozpoczęła pracę 1. września 1945 r., nauczycielką była Teresa Karczewska (później pracowała w Brzydowie). W roku szkolnym 1946/47 w szkole nauczano w klasach I-VII.
W 2012 r. w Łęgutach uruchomiono elektrownię biogazową typu Navaro o mocy docelowej moc 1,2 MW. Całkowity koszt biogazowni wyniósł 18 mln złotych, w tym 6,9 mln złotych dofinansowała Unia Europejska. Substratami do produkcji biogazu są: gnojowica świńska, kiszonka z kukurydzy, wywar pogorzelniany, kurzeniec ze słomą oraz gliceryna.